# Луковит
Луковит (болг. Луковит) — город в Болгарии. Находится в Ловечской области, административный центр общины Луковит. Население составляет 9300 человек (2022).

## Политическая ситуация
Кмет (мэр) общины Луковит — Петыр Георгиев Нинчев (независимый) по результатам выборов в правление общины.

## Известные уроженцы и жители
- Стефанов, Атанас — болгарский военачальник, генерал-лейтенант.

## Фото

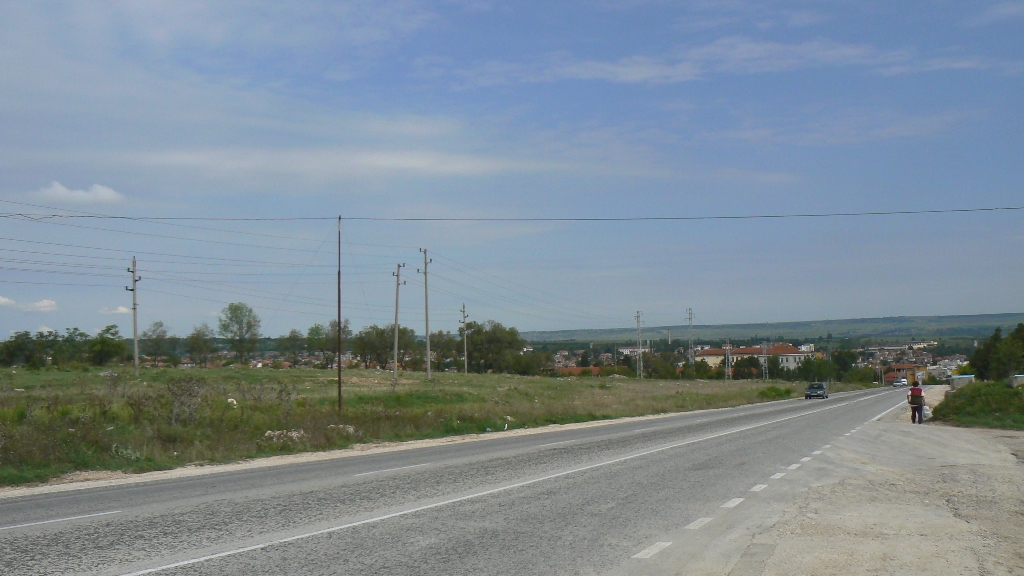
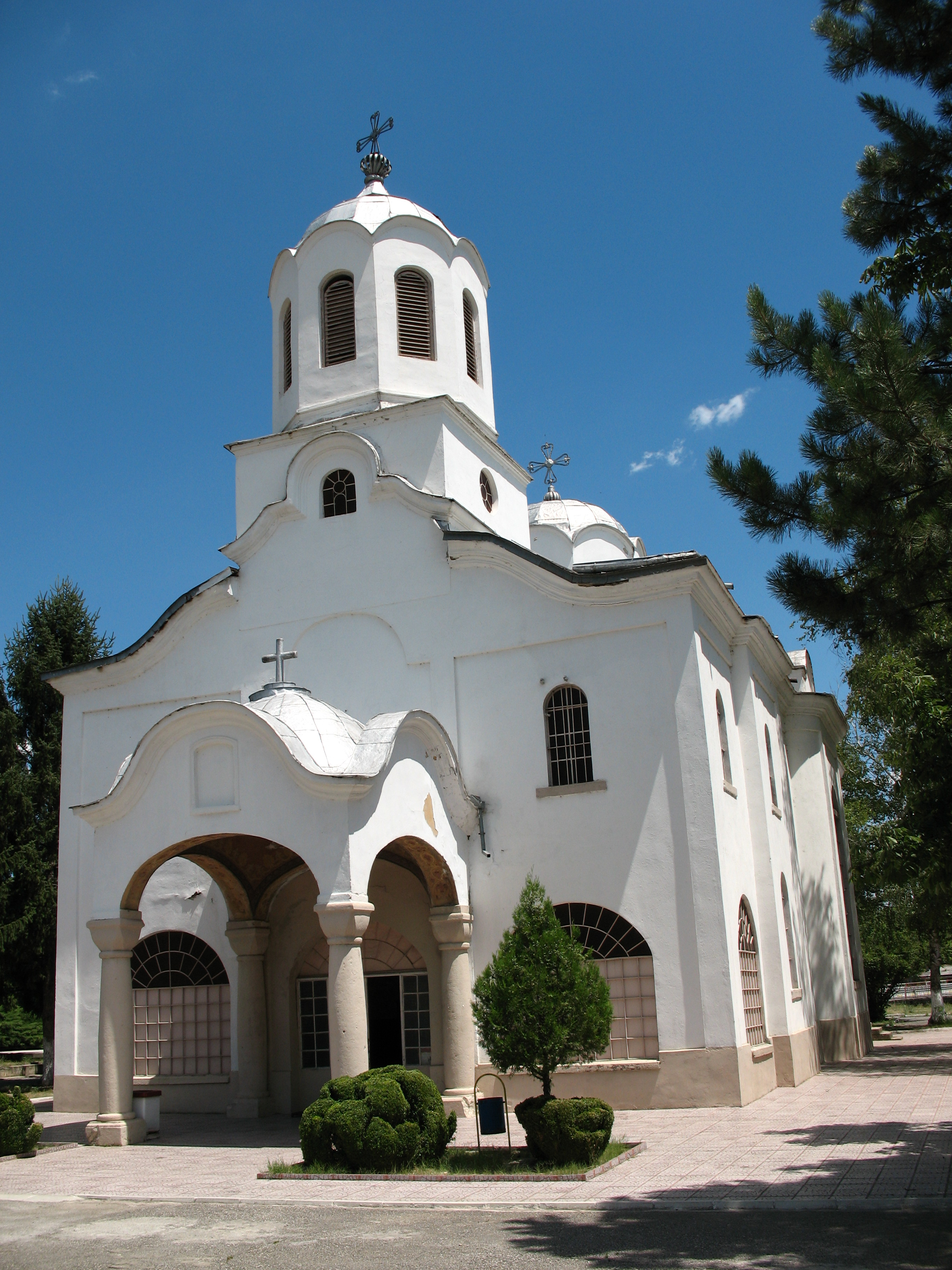
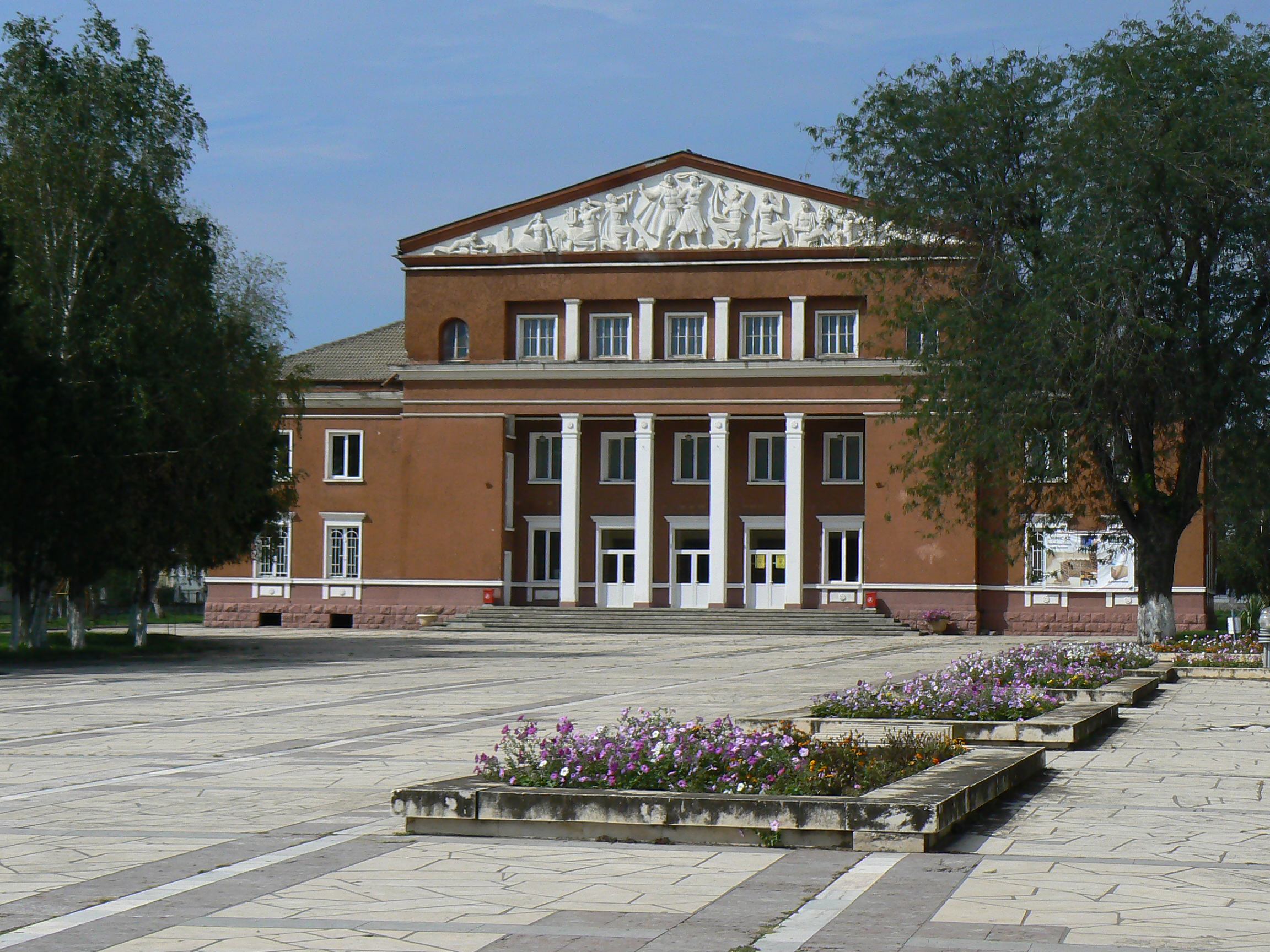